# Excirolana chiltoni
Excirolana chiltoni là một loài chân đều trong họ Cirolanidae. Loài này được Richardson miêu tả khoa học năm 1905.